# 小臀筋
- 小殿筋[1]

小臀筋（しょうでんきん、英語: gluteus minimus muscle）は、臀筋のうちの1つである。ヒトでは中臀筋と同じく上臀神経による支配を受けており、やはり中臀筋と同じく股関節の外転を行う他、股関節の内旋にもわずかに関わる。前殿筋線もしくは後殿筋線及び下殿筋線の間の腸骨翼の殿筋面から起こり、大転子で終わる。